# Llista de monuments de Costitx
Llista de monuments de Costitx catalogats pel consell insular de Mallorca com a Béns d'Interès Cultural en la categoria de monuments pel seu interès històric, artístic, arquitectònic, arqueològic, històric-industrial, etnològic, social, científic o tècnic.
| Monument                                        | Tipus                | Localització     | Coordenades                                          | Codi?         | Imatge |
| ----------------------------------------------- | -------------------- | ---------------- | ---------------------------------------------------- | ------------- | --- |
| Creu del carrer de sa Lluna                     | Creus de terme       | Costitx C. Lluna | 39° 39′ 31″ N, 2° 57′ 02″ E / 39.658650°N,2.950538°E | RI-51-0010279 | Carregueu una nova foto d'aquest monument                                                                                                 |
| Creu del camí de Lloret                         | Creus de terme       | Costitx          | 39° 39′ 16″ N, 2° 57′ 01″ E / 39.654505°N,2.950378°E | RI-51-0010280 | Carregueu una nova foto d'aquest monument                                                                                                 |
| Talaiot de Binifat                              | Monument arqueològic | Costitx          |                                                      | RI-51-0001177 | Carregueu una nova foto d'aquest monument                                                                                                 |
| Talaiot de l'Antigor / Es Cementeri des Moros   | Monument arqueològic | Costitx          | 39° 39′ 35″ N, 2° 57′ 52″ E / 39.659736°N,2.964526°E | RI-51-0001998 | Carregueu una nova foto d'aquest monument                                                                                                 |
| Restes prehistòriques de Can Coranta            | Monument arqueològic | Costitx          |                                                      | RI-51-0001999 | Carregueu una nova foto d'aquest monument                                                                                                 |
| Restes prehistòriques de Can Nou                | Monument arqueològic | Costitx          | 39° 40′ 08″ N, 2° 57′ 43″ E / 39.669016°N,2.961957°E | RI-51-0002000 | Carregueu una nova foto d'aquest monument                                                                                                 |
| Poblat murat de Can Quiam / Es Turassot         | Monument arqueològic | Costitx          | 39° 38′ 27″ N, 2° 57′ 04″ E / 39.640722°N,2.951111°E | RI-51-0002001 | Poblat murat de Can Quiam / Es Turassot (Costitx) · Vegeu més fotos d'aquest monument · Carregueu una nova foto d'aquest monument         |
| Habitació prehistòrica de Can Rom               | Monument arqueològic | Costitx          | 39° 38′ 58″ N, 2° 55′ 59″ E / 39.649361°N,2.933061°E | RI-51-0002002 | Carregueu una nova foto d'aquest monument                                                                                                 |
| Cova de Can Venta                               | Monument arqueològic | Costitx          |                                                      | RI-51-0002003 | Carregueu una nova foto d'aquest monument                                                                                                 |
| Cova de sa Garriga / Coves de Mestre Perico     | Monument arqueològic | Costitx          |                                                      | RI-51-0002004 | Carregueu una nova foto d'aquest monument                                                                                                 |
| Turó fortificat des Pujol                       | Monument arqueològic | Costitx          | 39° 38′ 55″ N, 2° 56′ 18″ E / 39.648562°N,2.938307°E | RI-51-0002005 | Carregueu una nova foto d'aquest monument                                                                                                 |
| Restes prehistòriques de Son Corró / Can Feril  | Monument arqueològic | Costitx          | 39° 39′ 09″ N, 2° 55′ 54″ E / 39.652432°N,2.931671°E | RI-51-0002006 | Carregueu una nova foto d'aquest monument                                                                                                 |
| Restes prehistòriques de Son Corró / Can Gallet | Monument arqueològic | Costitx          | 39° 39′ 11″ N, 2° 56′ 00″ E / 39.653083°N,2.933417°E | RI-51-0002007 | Restes prehistòriques de Son Corró / Can Gallet (Costitx) · Vegeu més fotos d'aquest monument · Carregueu una nova foto d'aquest monument |
| Cova de Son Pujau / Sa Garriga                  | Monument arqueològic | Costitx          | 39° 39′ 00″ N, 2° 56′ 51″ E / 39.649909°N,2.947630°E | RI-51-0002008 | Carregueu una nova foto d'aquest monument                                                                                                 |
| Talaiot de Son Vispó                            | Monument arqueològic | Costitx          | 39° 38′ 28″ N, 2° 56′ 15″ E / 39.640992°N,2.937381°E | RI-51-0002009 | Carregueu una nova foto d'aquest monument                                                                                                 |